# Лекант (Луїзіана)
Лекант (англ. Lecompte) — місто (англ. town) в США, в окрузі Рапід штату Луїзіана. Населення — 845 осіб (2020).

## Географія
Лекант розташований за координатами 31°5′17″ пн. ш. 92°24′0″ зх. д. / 31.08806° пн. ш. 92.40000° зх. д. (31.088145, -92.399891).  За даними Бюро перепису населення США в 2010 році місто мало площу 2,76 км², уся площа — суходіл.

## Демографія
Згідно з переписом 2010 року, у місті мешкало 1227 осіб у 459 домогосподарствах у складі 291 родини. Густота населення становила 445 осіб/км².  Було 560 помешкань (203/км²).
Расовий склад населення:
| - 66,6 % — чорних або афроамериканців - 30,5 % — білих - 0,8 % — корінних американців - 0,4 % — азіатів |

До двох чи більше рас належало 1,5 %. Частка іспаномовних становила 0,9 % від усіх жителів.
За віковим діапазоном населення розподілялося таким чином: 30,2 % — особи молодші 18 років, 56,5 % — особи у віці 18—64 років, 13,3 % — особи у віці 65 років та старші. Медіана віку мешканця становила 36,9 року. На 100 осіб жіночої статі у місті припадало 89,1 чоловіків;  на 100 жінок у віці від 18 років та старших — 82,3 чоловіків також старших 18 років.
Середній дохід на одне домашнє господарство  становив 36 931 долар США (медіана — 28 295), а середній дохід на одну сім'ю — 46 987 доларів (медіана — 42 813). Медіана доходів становила 32 031 долар для чоловіків та 25 000 доларів для жінок. За межею бідності перебувало 13,7 % осіб, у тому числі 13,7 % дітей у віці до 18 років та 16,7 % осіб у віці 65 років та старших.
Цивільне працевлаштоване населення становило 382 особи. Основні галузі зайнятості: освіта, охорона здоров'я та соціальна допомога — 27,5 %, роздрібна торгівля — 23,0 %, публічна адміністрація — 8,9 %, мистецтво, розваги та відпочинок — 8,4 %.